# Joan Benach
Joan Benach és un investigador català. És llicenciat en Medicina i Cirurgia, té un màster en Salut Pública per la Universitat Autònoma de Barcelona i va aconseguir el doctorat en Salut Pública a la Universitat Johns Hopkins.
Benach és catedràtic del departament de Ciències Polítiques i Socials de la Universitat Pompeu Fabra, on també és director del Grup de Recerca en Desigualtats en Salut - Employment Conditions Network (GREDS-EMCONET) i Co-Director del Johns Hopkins University – UPF Public Policy center.
Ha publicat més de cent articles científics internacionals i nacionals, així com nombrosos llibres i informes d'investigació en salut pública. Les seves publicacions han rebut més de 21.000 cites i se centren en les desigualtats en la salut, les condicions d'ocupació i la precarietat laboral, l'anàlisi geogràfica de la salut i l'establiment de polítiques sociosanitàries. En aquest últim àmbit, el 2022 va coordinar una comissió d'experts que va publicar, el 2023, el primer informe impulsat pel govern d'un país sobre els efectes de la precarietat laboral en la salut mental.
També és membre fundador de Científics pel Medi Ambient.